# Кайдалин, Александр
Александр Кайдалин (род. 16 января 1952, Кемерово с. Красное, Кемерово, Ленинск-Кузнецкий район, Кемеровская область) — советский тяжелоатлет. Бронзовый призёр 48-го чемпионата СССР по тяжёлой атлетике 1973 года. Неоднократный призёр международных соревнований.

## Спортивная карьера
В 1971 году, выступая за Новосибирск в чемпионате СССР среди юниоров в лёгкой весовой категории, установил рекорд в жиме — 126 кг.
В 1973 году на чемпионате СССР в Донецке, выступая в весовой категории до 67,5 кг за клуб Вооружённых Сил Кемерово, стал бронзовым призёром с результатом 282,5 кг (125 + 157,5).
В 1975 году в Вильнюсе, выступая в этой же весовой категории за клуб Вооружённых Сил Баку на VI летней Спартакиаде народов СССР (в рамках этих соревнований разыгрывался также 50-й лично-командный чемпионат СССР), занял четвёртое место с результатом 295 кг (132,5 + 162,5).
Медаль Кайдалина на чемпионате 1973 года включают в число достижений новосибирского спорта.